# Himerta annulata
Himerta annulata är en stekelart som först beskrevs av Davis 1895.  Himerta annulata ingår i släktet Himerta och familjen brokparasitsteklar. Inga underarter finns listade i Catalogue of Life.